# Protestas en Polonia de 2020
Las protestas de Polonia de 2020 comenzaron el 22 de octubre de 2020 contra un fallo del Tribunal Constitucional de Polonia, compuesto principalmente por jueces designados por el partido gobernante Ley y Justicia (PiS), que endureció la ley sobre el aborto en Polonia. El fallo declaró ilegales casi todos los casos de aborto, incluidos aquellos con discapacidad grave e irreversible, o enfermedad incurable y potencialmente mortal del niño en etapa de desarrollo fetal, lo que permite que sea bautizado y enterrado adecuadamente de acuerdo con los ritos católicos.
En la tarde del 22 de octubre se inició una ola de protestas masivas en contra del fallo. En lo que fue la mayor protesta en el país desde la caída del comunismo en 1989, manifestantes se opusieron a la interferencia de la Iglesia Católica en los asuntos públicos y se opusieron al dominio de los tres poderes del gobierno por parte del PiS.

## Antecedentes
El 7 de enero de 1993, se aprobó una ley de planificación familiar que prohíbe el aborto, excepto si el embarazo: 
1. Representa un riesgo para la vida de la madre
2. Es el resultado de un delito
3. Si hay una deficiencia fetal.

En 1997, el Tribunal Constitucional presidido por Andrzej Zoll declaró inconstitucional el aborto por motivos sociales. Desde que la Derecha Unida asumió el poder en Polonia en 2015, y debido a que los jueces constitucionales son elegidos por la Cámara Baja, el dominio de PiS se ha expandido al poder judicial, lo que llevó a la crisis del Tribunal Constitucional polaco de 2015. El estatus del tribunal continúa siendo cuestionado en febrero de 2020 por algunos de sus ex jueces y presidentes.
En 2016, los movimientos anti-aborto lanzaron una iniciativa ciudadana como Stop Aborcji [Alto al aborto], para endurecer las restricciones al aborto, recolectando 830.000 firmas, lo que obligó al Parlamento polaco a discutirlo. A medida que el proyecto de ley avanzaba más en las discusiones parlamentarias, la huelga de mujeres de toda Polonia lanzó un movimiento de protesta denominado "Protesta Negra" que atrajo cobertura internacional. Después de unos días, el gobierno del PiS dejó morir el proyecto de ley en comisión. Los grupos antiaborto comenzaron a oponerse a la constitucionalidad de la ley de aborto existente. Después de las elecciones de 2019, 119 miembros del Sejm recién elegidos provenientes de los grupos parlamentarios PiS, Confederación y Coalición Polaca, presentaron una remisión al Tribunal Constitucional sobre si los abortos de embarazos no relacionados con la violación o no amenazan a la madre. vida, son constitucionales. Esto proviene de la Ley de 7 de enero de 1993 sobre planificación familiar.
Los firmantes argumentaron que esta disposición viola las protecciones constitucionales de la dignidad humana (artículo 30), el derecho a la vida (artículo 39) o la prohibición contra la discriminación (artículo 32). Durante el año, el Tribunal Constitucional escuchó o recibió alegatos e intervenciones judiciales sobre la cuestión, uno de los cuales tenía previsto presentar la rama europea del Centro Americano de Derecho y Justicia. Para 2020, catorce de los quince jueces habían sido nombrados por el Sejm desde el regreso al poder de la Ley y Justicia en 2015. Su dominio sobre todas las ramas del poder ha creado una crisis política que ha llevado a la Comisión Europea a remitir a Polonia a la Corte de justicia europea.

### Sentencia del 22 de octubre de 2020
En una decisión cuasi unánime (11-2), anunciada el 22 de octubre de 2020 y publicada al día siguiente, el Tribunal Constitucional, compuesto por quince jueces, declaró inconstitucional la disposición de la Ley de 1993 que permitía el aborto cuando el se predice que el feto tendrá una "discapacidad o enfermedad incurable".  El fallo determinó que violaba la protección constitucional de la dignidad humana.
Esta decisión indicó la influencia de los puntos de vista católicos sobre el aborto en la corte. [¿Según quién?] La decisión no afectó los otros dos casos de la ley existente, lo que significa que el embarazo aún puede interrumpirse si es (1) el resultado de un delito (violación o incesto), o (2) cuando la vida o la salud de la mujer está en riesgo. En la práctica, la disposición que se declaró inconstitucional representó la abrumadora mayoría (cercana al 97%) de los 1.000 a 2.000 abortos que se realizan legalmente en Polonia cada año. En 2019, 1074 de los 1110 abortos oficiales fueron, según el Ministerio de Salud de Polonia, casos de defectos fetales; entre estos, 271 fueron por síndrome de Down sin otras anomalías; 60 casos fueron por síndrome de Patau o síndrome de Edward sin otras anomalías.

## Protestas
Las protestas callejeras comenzaron el 22 de octubre de 2020 tras el fallo y continuaron durante todo el fin de semana. Las protestas callejeras tuvieron lugar en 60 ciudades polacas la noche del 23 de octubre, y nuevamente el 24 de octubre, en el centro de las ciudades, frente a las oficinas del PiS, frente a las oficinas de las administraciones religiosas, así como frente a las casas de la activista de extrema derecha Kaja Godek y la política Krystyna Pawłowicz.
El 25 de octubre, los manifestantes organizaron sentadas en iglesias católicas y sostuvieron pancartas, lanzando panfletos con postulados y símbolos de huelga de mujeres, interrumpiendo la misa dominical en varias ciudades, incluidas Katowice y Poznań, y las iglesias de todo el país fueron objeto de vandalismo. El 26 de octubre participaron manifestantes en 150 pueblos y ciudades polacos.
El 27 de octubre de 2020, la huelga de mujeres de toda Polonia presentó una lista de demandas (arreglar las situaciones del Tribunal Constitucional, el Tribunal Supremo y el Defensor del Pueblo, enmendar el presupuesto) con más fondos para la protección de la salud y la asistencia a los empresarios, plenos derechos de las mujeres - aborto legal, educación sexual, anticoncepción, detener la financiación de la Iglesia católica con cargo al presupuesto estatal, el fin de la instrucción religiosa en las escuelas y la dimisión del gobierno) y anunció la creación de un Consejo Consultivo - inspirado en el bielorruso Consejo de Coordinación: una plataforma de diálogo para resolver la situación sociopolítica en Polonia.

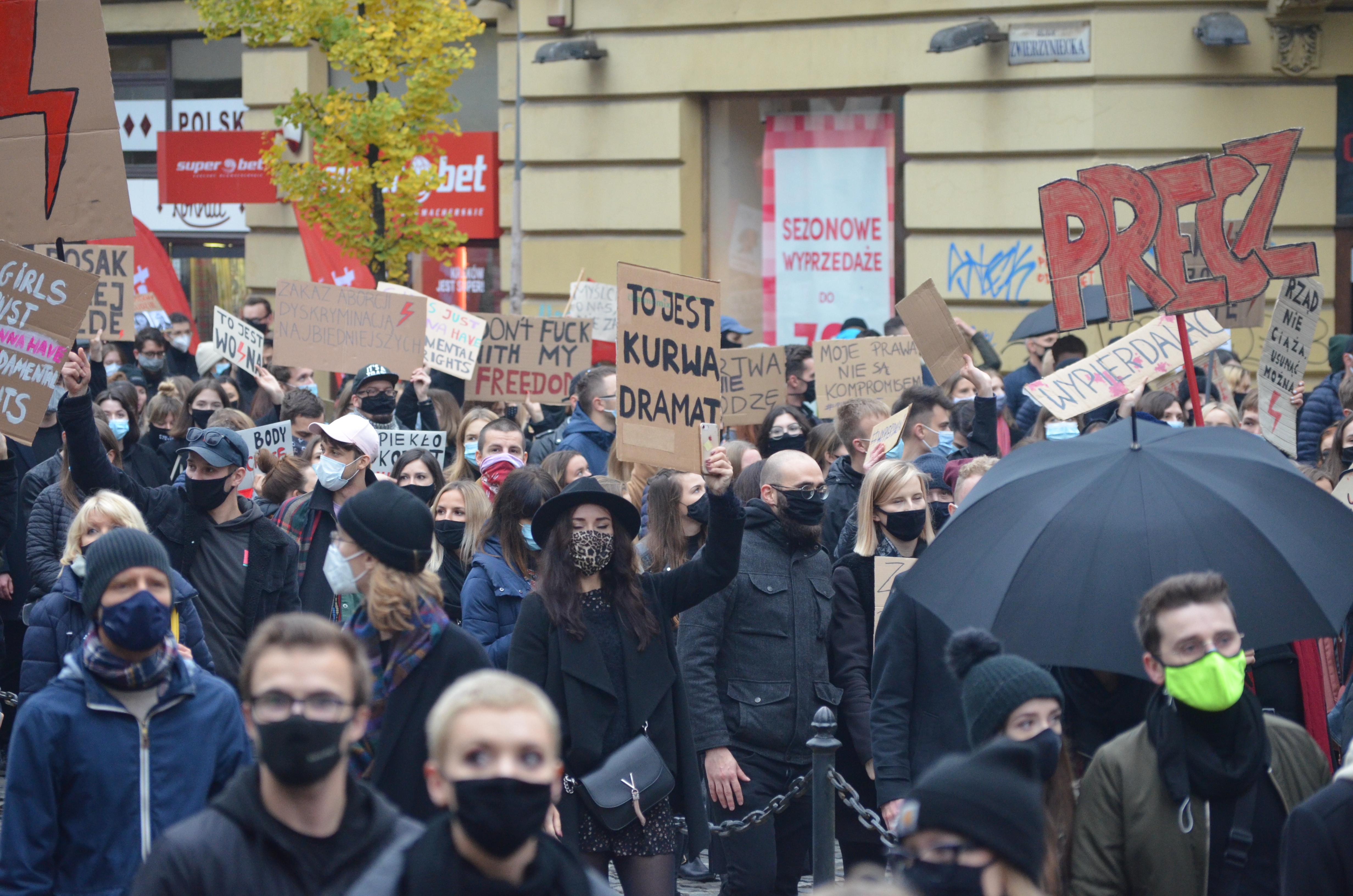

El 28 de octubre de 2020, hubo una huelga de mujeres a nivel nacional bajo el lema "No voy a trabajar" (polaco: Nie idę do roboty). Muchos lugares de trabajo y oficinas permitieron que sus empleados participaran en la protesta. Además de universidades, editoriales como Newsweek Polska, Gazeta.pl, Gazeta Wyborcza, NaTemat.pl, y empresas como mBank, también participaron en la protesta. Milicias de extrema derecha y nacionalistas sacaron violentamente a los manifestantes de las iglesias. Según el comandante en jefe de la policía Jarosław Szymczyk, aproximadamente 430.000 personas participaron en 410 protestas en todo el país.
El 30 de octubre, 100.000 personas participaron en una protesta masiva en Varsovia. Zoliborz, un barrio donde vive Jarosław Kaczyński, fue bloqueado por la policía que no permitió que la protesta llegara a su casa. El 1 de noviembre, muchas protestas también estuvieron relacionadas con la decisión del Primer Ministro de cerrar los cementerios del 31 de octubre al 2 de noviembre, lo que afectó a los productores y vendedores de flores (ese fin de semana se celebró el Día de Todos los Santos). Se colocaron flores y velas en las oficinas del PiS en toda Polonia. El 2 de noviembre, las protestas tuvieron lugar, entre otras, en Breslavia.
El 3 de noviembre se llevaron a cabo más manifestaciones. Algunas de las manifestaciones se referían al anuncio realizado por el Ministro de Educación y Ciencia, Przemysław Czarnek, sobre las consecuencias para los profesores que alentaban a sus alumnos a participar en las protestas. En Varsovia, la policía intervino contra dos artistas que se desnudaron frente al Palacio Presidencial como forma de apoyo a las mujeres que protestaban. El 8 de noviembre, la cruz cristiana de acero de 15 metros de altura en el pico Great Giewont en las montañas Tatra fue cubierta brevemente por una pancarta que mostraba el símbolo del rayo rojo OSK y el texto "La violencia doméstica no es una tradición". El estandarte cubrió casi por completo la cruz. Las imágenes de la cruz cubierta por la pancarta se distribuyeron en Internet. Según Gazeta Krakowska, el contexto era que el ayuntamiento de Zakopane era el único ayuntamiento que en los diez años anteriores no había presentado acciones legislativas contra la violación doméstica, justificando esto con el argumento de que la legislación violaría la tradición familiar. A mediados de 2020, la cruz se había utilizado anteriormente para exhibir un cartel electoral de Andrzej Duda y una bandera arcoíris que representa los derechos LGBT.
El 9 de noviembre, las protestas en Varsovia incluyeron protestas contra el nuevo Ministro de Ciencia y Educación, Przemysław Czarnek, con lemas que incluían "Queremos educación, no adoctrinamiento" y "Czarnek, vete al infierno" (en polaco: Czarnek, idź do diabła, lit. 'Czarnek, ve al diablo'). Durante la noche se produjeron juegos del gato y el ratón entre la policía que intentaba bloquear la protesta y los manifestantes que cambiaban de rumbo. Los manifestantes pidieron la dimisión de Czarnek, que se cumplieran las demandas de las huelgas de profesores, la autonomía universitaria, la educación sexual "precisa" (en polaco: rzetelnej), la eliminación del contenido sexista, anti-LGBT y racista de los libros de texto y la eliminación de la instrucción religiosa de las escuelas. La policía verificó la identidad de varios participantes y se negaron a pagar multas in situ. Una mujer fue arrojada al suelo por la policía.
El 18 de noviembre, 3000 policías rodearon el Sejm, que estaba comenzando una nueva sesión, en preparación para una protesta esperada. OKO.press interpretó el elevado número de policías del "trauma" personal de Jarosław Kaczyński provocado por las protestas de diciembre de 2016 en el Sejm, el enfado de Kaczyński porque la policía no controlaba suficientemente las protestas de octubre-noviembre de 2020, y los altos funcionarios policiales Jarosław Szymczyk y Paweł Dobodziej, preocupados sobre mantener sus trabajos a pesar del enfado de Kaczyński con la policía. El cordón policial alrededor del Sejm dificultaba el acceso de los miembros al edificio. Según un miembro de Sejm Krzysztof Gawkowski, la policía utilizó la fuerza contra el vicepresidente Włodzimierz Czarzasty.
La protesta comenzó a las 18:00 hora local cerca del Sejm. Los manifestantes se trasladaron del Sejm a la Plaza de las Tres Cruces, recorrieron las calles cercanas en el centro de Varsovia e intentaron reagruparse en la Plaza de las Tres Cruces. Marta Lempart de OSK describió a la policía como "la fuerza de seguridad privada de Kaczyński, que se hace pasar por policía". Los manifestantes continuaron hasta la sede de Telewizja Polska (TVP) en el 17 de la calle Woronicza. Los lemas incluían "Bloqueemos TV-PiS", "Minsk, Varsovia, la misma situación" y "La policía polaca protege a un dictador". A las 21:00 horas, cinco manifestantes habían sido detenidos en la calle Piękna, cerca del Sejm.
El 19 de noviembre, una manifestación de solidaridad por una mujer de 25 años, Iza, detenida durante las protestas a fines de octubre, comenzó a las 11:00 frente al Tribunal Regional de Varsovia. Se leyó una carta de Iza a la multitud. La policía detuvo a 20 de los manifestantes. La policía agarró a un manifestante, a quien arrojaron al suelo, lo arrastraron por escalones y lo empujaron a una camioneta policial. Natalia Broniarczyk de Aborcyjny Dream Team describió la detención como "muy brutal", incluido "empujar al suelo con las rodillas". Los manifestantes afuera de la tetera se sentaron en la calle para bloquear la camioneta de la policía. La policía retiró brutalmente a los manifestantes que estaban sentados y detuvo a unas doce. Los miembros de Sejm Klaudia Jachira Monika Falej, presentes en los hechos, acusaron a la policía de intensificar el conflicto. Un tercer grupo de detenciones ocurrió cuando los manifestantes bloquearon un autobús antiaborto. A las 15:00, los manifestantes se trasladaron a la calle Żytnia en una manifestación de solidaridad por los manifestantes recién detenidos.
A las 21:40, la policía calmó a los manifestantes frente a la sede de la TVP. La miembro de Sejm Marcelina Zawisza intentó sin éxito persuadir a la policía para que permitiera que una madre con su hijo, los transeúntes, atrapados por casualidad en el cordón, salieran a salvo. La policía se negó y dijo: "No, porque no". La policía se negó a decir quién era el oficial a cargo de la acción policial. Maciek Piasecki declaró que la policía comenzó a usar la fuerza "sin provocación alguna". Los manifestantes pidieron a la policía que les permitiera dejar la tetera. La policía roció "a ciegas" con gas pimienta a los manifestantes. Agentes de policía vestidos de civil atacaron a un grupo de manifestantes y golpearon a una mujer tendida en el suelo con una porra extensible. Los agentes vestidos de civil se pusieron brazaletes de policía y se "escondieron detrás" de los agentes uniformados. Miembro del Sejm Magdalena Biejat mostró su tarjeta de identidad del Sejm y pidió a la policía que dejara de usar la violencia. En respuesta, un oficial de policía le roció con gas pimienta. Estuvieron presentes Franciszek Sterczewski y Monika Rosa, miembros de Sejm. La policía exigió a los manifestantes que pasaran por controles de identidad para poder salir del hervidor .
El 23 de noviembre, se llevaron a cabo protestas en Varsovia y alrededor de Polonia, en Biały Dunajec, Bydgoszcz, Gdańsk, Gdynia, Lublin, Nowy Dwór Gdański, Podhale, Toruń, Wejherowo y Breslavia. En Varsovia tuvo lugar una protesta contra el ministro de Ciencia y Educación, Przemysław Czarnek, con lemas como "Aborto gratuito, educación gratuita" y "Minsk, Varsovia, misma situación". La fotoperiodista y corresponsal de guerra Agata Grzybowska fue detenida durante la protesta mientras mostraba su identificación de periodista. Los periodistas que la rodeaban informaron en voz alta a la policía que era periodista. Más tarde, la policía alegó que Grzybowska había agredido a un oficial de policía. Una camioneta de la policía atropelló deliberadamente la mano de un manifestante que bloqueaba el paso de la camioneta y le rompió los huesos. Grzybowska fue puesta en libertad a las 19:00, dos horas después de su detención. A las 02:00 del 24 de noviembre, 400 periodistas y fotoperiodistas habían firmado un llamamiento pidiendo a la policía que respetara la libertad de prensa y dejara de acosar a los periodistas.
El 13 de diciembre, manifestantes, incluidos miembros del Sejm, marcharon en Varsovia desde la rotonda Roman Dmowski [pl] alrededor del mediodía y llegaron a la casa de Kaczyński en Żoliborz alrededor de las 14:20 CET. Los manifestantes corrieron y recorrieron las calles y parques de Varsovia, cambiando con frecuencia su ruta, sin pasar por una presencia policial masiva de cordones y camionetas policiales. Las protestas callejeras se reanudaron la noche del 27 de enero de 2021, horas después de que se publicara formalmente la sentencia del Tribunal Constitucional en Dziennik Ustaw. Los manifestantes en Varsovia se reunieron frente al Tribunal Constitucional en la avenida Szucha y luego marcharon hacia la sede del PiS. La calle fue acordonada por la policía. Los manifestantes regresaron a la rotonda de Dmowski, donde terminó la protesta. El alcalde de Varsovia, Rafał Trzaskowski, describió la publicación del fallo del Tribunal como "contra la voluntad de los polacos".

## Relaciones con la Iglesia católica

### Blasfemias y vandalismo
Las protestas incluyeron lemas con el uso generalizado de las blasfemias "que le jodan al PiS" (polaco: jebać PiS) y "vete a la mierda" (polaco: wypierdalać), oponerse a la Iglesia católica, levantar pancartas en las iglesias y pintar grafitis en las paredes de iglesias y catedrales de todo el país. The New York Times describió las protestas como una ruptura de un "tabú de larga data contra desafiar a la iglesia".

### Apostasía
Durante las protestas de octubre, las consultas sobre el procedimiento de apostasía (cancelación del registro de la Iglesia católica polaca), que requiere una visita personal a un párroco, aumentaron en popularidad. Las consultas de los motores de búsqueda en la web mostraron una alta frecuencia de "apostasía" (en polaco: apostazja) y "cómo apostatar" (en polaco: jak dokonać apostazji). Un evento de Facebook titulado "Abandone la iglesia en Navidad" fue seguido por casi 5,000 personas. National Geographic publicó una guía para el procedimiento de apostasía y comentó sobre el creciente interés en la apostasía en Polonia. portavoz de la Conferencia Episcopal de Polonia (Episcopado), Paweł Rytel-Andrianik, describió el decreto del Episcopado de 2016 como un "decreto sobre la apostasía" que también permite volver a ser miembro de la Iglesia. Jacek Tabisz, de la Asociación de Racionalistas Polacos, describió el decreto de 2016 como una forma de facilitar el procedimiento, ya que el procedimiento anterior había requerido dos testigos. A menudo se pidió ayuda a la Asociación de Racionalistas Polacos para encontrar testigos.